# Методи вивчення мов
Вивчення мови може бути предметом у загальнооствітній школі, у спеціалізованій мовній школі, або ж поза межами навчальних закладів за допомогою багатьох методів онлайн, з книг, CD та DVD. Деякі методи вважаються застарілими, інші знаходяться в широкому вжитку. Є й такі, що рідко використовуються на практиці, але дозволяють глибше зрозуміти суть процесу вивчення.
Існують три основні погляди:
1. Структуралістичний погляд відноситься до мови як до системи структурно пов'язаних елементів, у яких закодоване значення (напр. граматика).
2. Функціональний погляд розглядає мову як механізм для виконання різних функцій, наприклад, прохання про певну послугу.
3. Інтерактивний погляд розглядає мову як механізм для створення і підтримки соціальних зв'язків, фокусуючись навколо діяльності, перемовин, повсякденного спілкування тощо. Цей погляд домінує починаючи з кінця 1980-х[1].

## Методологія
З кінця 1800-х і впродовж більшої частини 1900-х, викладання мови фокусувалось навколо поняття метод. У пошуках поліпшення процесу навчання, вчителі та дослідники зазвичай намагались визначити, який із методів найефективніший. Однак метод є суперечливим поняттям у мовній педагогіці, і використовувалось багатьма різними шляхами. Згідно з Беллом, ця різноманітність в інтерпретації «ставить нелегке завдання перед тими, хто хоче дослідити і систематизувати методи».

### Підхід, метод і техніка
В 1963 професор лінгвістики Мічиганського університету Едвард Мейсон Ентоні молодший (Edward Mason Anthony Jr.) запропонував схему для опису різноманітних методів викладання мови, яка складалася з трьох рівнів: підхід, метод і техніка. Згідно з Ентоні,
Ця схема є ієрархічною. Техніка вводить у дію метод, який, своєю чергою, відображає підхід.
Його поняття підхід означало набір принципів та ідей про природу викладання мови, які залишаються незмінними з часом; «підхід є аксіоматичним». Поняття метод стосувалося більше процедури; «загальний план для впорядкованої презентації мовного матеріалу, у якому одні частини не суперечать іншим, і всі вони базуються на вибраному підході». Його поняття техніки означало те, що відбувається на уроці мови; «особливий трюк, винахід, або хитрість за допомогою яких досягається безпосередня ціль».
Схему Ентоні зустріли схвально, коли вона була запропонована викладацькій спільноті, і вона вбачалася зручним спосом класифікації практик викладання мов. Однак вона не чітко показує різницю між підходом, методом і технікою. І Курамадівелу (Kumaravadivelu) говорить, що через цю суперечливість було «загальне незадоволення нею». Ентоні й сам визнавав обмеженість цієї схеми і був готовий сприймати ідеї для її покращенн..

### Підхід, дизайн і процедура
У 1982 році Річардз та Роджерс запропонували вдосконалену трьохрівневу схему: замість підхід, метод і техніка вони вибрали терміни підхід, дизайн і процедура. Їхнє поняття підходу було схожим з аналогічним поняттям Ентоні, а поняття дизайн і процедура були більш широкими ніж метод і техніка. Під поняттям дизайну мались на увазі всі головні практичні застосування в класній кімнаті, як наприклад, дизайн програми викладання, види вправ, які використовувались у класній кімнаті, відносини студент-викладач; процедура стосувалась поведінки, практик і технік, застосовуваних у класній кімнаті. Ці нові поняття були покликані здолати обмеженість схеми Ентоні, а також надати специфічні критерії за якими можна оцінювати різні «методи». Можливість оцінки відрізняля цю схему від схеми Ентоні, яка була чисто описово..
Більшість сучасних посібників для вчителів віддають перевагу схемі підхід, метод і техніка.

## Структуралістичні методи

### Граматично-перекладницький метод
Цей метод полягає в тому, що студенти вивчають правила граматики, а також розширюють словниковий запас запам'ятовуючи буквальні переклади. Цей метод домінува в Європі в XIX столітті. Тепер більшість викладачів визнають, що він не є ефективним сам по собі.[джерело?] Цей метод використовується переважно для вивчення класичних мов, але залишається найбільш поширеним для вичення англійської мови в Японії.[джерело?]
У школах викладання граматики складається з процесу виконання вправ для вивчення правил мови, що робить можливим для всіх студентів правильно висловлювати свої думки, розуміти зауваження адресовані до них, і аналізувати тексти, які вони читають.
Ціллю є те, що до часу, коли учні покидають школу, вони повинні вільно володіти засобами мови, як-от словник, граматика й орфографія, для того щоб читати, розуміти і писати тексти в різних контекстах. Вивчення граматики розвиває розуміння того, що мова є системою, яку можна аналізувати.
Це знання здобувається поступово, з обговоренням різних мовних явищ і механізмів синтаксису, переходячи від найпростішого до найскладнішого. Вправи, які є частиною програми, повинні виконуватись повністю для засвоєння правил, які ця програма формулює.[джерело?] Вчитель повинен виправляти помилки учня. Учень може побачити свої успіхи в засвоєнні мови, порівнюючи свої власні результати при виконанні вправ.

### Аудіо-мовний метод
Цей метод був розвинутий у США під час Другої Світової війни, коли уряд зрозумів, що їм потрібно більше людей, які можуть розмовляти іноземними мовами, працювати усними і письмовими перекладачами, а також шифрувальниками. Однак, оскільки вивчення іноземних мов у США було спрямовано на розуміння інструкцій, у той час не існувало ніяких підручників, посібників і мовних курсів. Отже, потрібно було винайти нові методи і навчальні матеріали.
Наприклад, була створена спеціальна тренувальна програма для американської армії, побудована на техніці Леонарда Блумфілда та їнших лінгвістів, для вивчення мов американських індіанців. Суть її полягала в тому, що студенти активно взаємодіяли з носіями мови та лінгвістами, під чиїм керівництвом вони розмовляли, щоб розшифрувати основну граматику та засвоїти лексикон. Цей «метод інформатора» мав великий успіх у малих класах із вмотивованими учнями.
Спеціальна тренувальна програма для американської армії продовжувалась лише декілька років, але популярна преса та академічні кола звернули на неї увагу. Чарльз Фриз (Charles C. Fries) заснував перший інститут англійської мови при Мічиганському університеті, щоб навчати учителів англійської як іноземноземної мови. Схожі програми були створені пізніше при Джорджтаунському університеті, Техаському університеті. Метод, що розвивався мав багато спільного з британським усним підходом, хоча обидва вони розвивались незалежно. Головною різницею було те, що аудіо-мовний метод був пов'язаний зі структуралістичною лінгвістикою фокусуючись на граматиці та контрастному аналізі, щоб відшукати різницю між рідною мовою студета та мовою вивчення, для вирішення труднощів навчання. Ці матеріали настійливо рекомендували багаторазове виконання вправ для уникнення труднощів та вирішення їх.
При застосуванні цього методу студенти слухали записи мовних моделей у типових ситуаціях. Студенти виконували різноманітні вправи, а викладачі наголошували на постійному використанні мови, що вивчалась. Суть полягала в тому, що примушування студентів поводитись 'правильно', зробить цю поведінку звичкою.
Через слабкість результатів і, що важливіше, критицизм з боку Ноама Чомскі погляду на вивчення мови як набір звичок, аудіо-мовний метод сьогодні рідко використовується як основний. Однак окремі елементи цього метода все ще зустрічаються в підручниках.

## Функціональні методи

### Усний підхід та ситуативне вивчення мови
Усний підхід був розвинутий з 1930-х до 1960-х британськими прикладними лінгвістами, як-от Гарольд Палмер (Harold Palmer) та A. С. Горнсбі (A.S. Hornsby). Вони були знайомі з безпосереднім методом, а також працями прикладних лінгвістів XIX ст., як-от Отто Єсперсен та Деніел Джоунс (Daniel Jones), але спробували формально розвинути більш науково обґрунтований підхід до викладання англійської ніж це мало місце при безпосередньому методі.
Проведені в 1920-х широкомасштабні дослідження стосовно процесу вивчення мови і підвищена увага до навичок читання привели до поняття «словникового контролю». Було відкрито, що мови мають серцевинний базовий словник із приблизно 2000 слів, які трапляються часто в письмових текстах, і було зроблено припущення, що знання цих слів дуже допомагає розумінню при читанні. Паралельно з'явилося поняття «граматичного контролю», яке приділяло увагу граматичним конструкціям, які найчастіше зустрічаються в усному мовленні. Ці конструкції були введені в словники і посібники для студентів.
Принципова різниця між усним підходом та безпосереднім методом полягала в тому, що методи, побудовані виходячи з цього підходу, мали теоретичні принципи, які вказували, як вибирати зміст, розподіляти складність вправ і презентацію такого матеріалу і вправ. Основною запропонованою перевагою було те, що така теоретично обумовлена організація змісту призводила до менш заплутаної послідовності навчальних подій, з кращою контекстуалізацією наявного словника і граматичних конструкцій.
Усі мовні особливості повинні були бути представлені в «ситуаціях». Наголос на цьому пункті призвів до другої назви цього підходу. Пропоненти проголошували, що цей підхід вів до того, що студенти набували добрих звичок, які повторювались у відповідних ситуаціях. Цей метод викладання наголошував на ППП:
- презентація (введення нового матеріалу в контексті)
- практика (контрольована практична фаза)
- продукція (занятті побудовані на менш контрольованій практиці)[1].

Хоча цей підхід зовсім невідомий серед викладачів мови сьогодні, його елементи мали довготривалий вплив на викладання мови. Вони стали базою для багатьох посібників із вивчення англійської мови як іноземної, з кінця 1980-х і дотепер. Багато зі структурних елементів цього підходу були поставлені під сумнів у 1960-х роках, що призведо до появи на основі нього комунікативного викладання мови. Однак його наголос на усній практиці, граматиці і побудовах речень досі знаходить широку підтримку серед викладачів мови і залишається популярним у країнах, де вивчення мови в основному базується навколо граматики.

### Спрямована практика
Спрямована практика полягає в повторюванні студентами фраз. Цей метод використовується на американських дипломатичних курсах. Він швидко забезпечує вивчення фразового словника мови. У цих рамках мова студента є точною і правильною. Але студент не володіє гнучким вибором що саме потрібно сказати.

## Інтерактивні методи

### Прямий метод
Прямий метод, який часом також називається природний метод, полягає в униканні учнями своєї рідної мови і використанні виключно мови, яка вивчається. Він утвердився в Німеччині та Франції приблизно в 1900 і краще за все був представлений методами, запропонованими Берлітцом та де Саузе, хоча жоден із них заявляв про своє авторство і метод був перевинайдений під іншими іменами
Прямий метод ґрунтується на ідеї, що вивчення другої мови повинно бути імітацією вивчення першої мови, тому що цей шлях є природним при вивченні людьми мов: дитина ніколи не покладається на другу мову щоб вивчити свою рідну, і аналогічно рідна мова не є необхідною при вивченні іноземної. Цей метод особливо наголошує на правильній вимові і націлений на самий початок. Він віддає перевагу навчанню навичок усного мовлення за рахунок інших традиційних аспектів. Такі методи покладаються на безпосереднє представлення досвіду через мовні побудови, а не абстракції як-от мімікрія, переклад, запам'ятовування граматичних правил і словника.
Згідно з цим методом, учні другої мови повинні уникати роздрукованого тексту якомога довше, аналогічно до того, як учень рідної мови не використовує надруковане до того, як він добре оволодіє мовленням. Навчання письму і читанню вголос повинні бути відкладеними до знайомства з друкованим текстом, а граматики і перекладу також слід уникати, бо це б включало застосування рідної мови. Усього цього слід уникати, бо воно сповільнює набуття добрих навичок усного мовлення.
Цей метод покладається на поступ крок за кроком, побудований на заняттях складених із питань і відповідей. Ці заняття починаються з називання простих предметів, як-от двері, олівці, поверхи тощо. Це забезпечує мотивуючий початок, оскільки учень починає використовувати іноземну мову майже одразу. Уроки розвиваються до форм дієслова і інших граматичних конструкції з ціллю вивчення приблизно тридцяти нових слів кожне заняття.

### Метод серій
У XIX ст. Франсуа Гоен (François Gouin) поїхав до Гамбурга вивчати німецьку. Беручи до уваги свій досвід як викладача латинської, він думав, що найкращим способом вивчення є запам'ятовування підручників з німецької граматики і таблиці їхніх 248 неправильних дієслів. Однак коли він пішов до академії перевірити свої мовні навички, він із розчаруванням виявив, що не розуміє нічого. Він вивчив 800 коренів і повторив те, що вивчив раніше, але результати були ті самі. Він виявив, що його акуратно побудовані речення викликають у німців сміх. Він спробував інші класичні підходи, як-от переклад і навіть запам'ятовування цілого словника, але безуспішно.
Коли він повернувся додому, то виявив, що його трирічний племінник навчився говорити французькою. Він помітив, що хлопчик був дуже допитливим і під час першого візиту до млина прагнув усе побачити і почути назву кожної речі. Після цього мовчазного прослуховування він повторював назву кожної речі усім, хто його слухав, або сам собі. Гоен вирішив, що вивчення мови полягає у перетворенні відчуттів у ідеї, за якого мова використувується для вираження досвіду. Мова є не довільним набором переконань, а способом промислити і представити світ для себе. Вивчення не є умовним процесом, а таким, у якому учень ефективно перетворює свої відчуття в лінгвістичні ідеї.
Метод серій є різновидом прямого метода в тому плані, що враження є безпосередньо пов'язаними з мовою, яка вивчається. Гоен відчував, що такий безпосередній переклад вражень у слова добре підходить до вивчення живих мов (ст. 59). Гоен також помітив, що діти організовують ідеї згідно перебігу в часі, відносячи послідовність ідей у тому самому порядку. Гоен висловив думку, що студенти швидше вивчають мову, коли вона представлена в хронологічній послідовності подій. Студенти вивчають речення на основі діяльності, як-от, вихід із дому, у тому порядку, у якому ця діяльність відбувається. Він помітив, що якщо цю послідовність порушити, запам'ятовування речень стає майже неможливим. У цьому Гоен випередив психолінгвістичну теорію XX ст. Він відкрив, що вони учні запам'ятовують події в логічному порядку навіть якщо ці події не представлені так.
Його другим відкриттям стосовно пам'яті було поняття «інкубації». Потрібен деякий час, щоб лінгвістичні ідеї посіли своє місце в пам'яті. Учень повинен використовувати ці нові ідеї часто після знайомства з ними, щоб добре їх засвоїти, думаючи про них або використовуючи їх у мовленні.
Його останнім основним спостереженням було те, що в реченнях, які вивчались, основним компонентом було дієслово. Гоен зображував дві колонки: в одній повні речення, а в другій тільки дієслова з них. Він прикривав повні речення і примушував студентів їх повторювати в послідовності не більше ніж із 25 речень.
Його курс був побудований на елементах людської спільноти і природного світу. Він підрахував, що мова може бути вивчена впродовж від 800 до 900 годин викладання і виконання 4000 вправ за цей час, без жодної домашньої роботи. Його ідеєю було те, що вправи примушують студента думати про словник у його зв'язку з природним світом.
Незважаючи на свідоцтва про добрі результати методу, він має деякі недоліки. Одним із них є викладання суб'єктивної мови, тоді як студенти повинні робити судження про навколишній світ (наприклад, «погане», «добре»), а вони не відносяться легко до чийогось особистого досвіду. Однак справжньою слабиною методу було те, що він базується на досвіді трирічної дитини. Гоен не спостерігав більш ранній досвід цієї дитини, як-от називання (коли вивчаються тільки іменники) і не взяв до уваги роль, яку займають іменники в житті людини. Різниця між методом серій і прямим методом є те, що словник має вивчатись за допомогою перекладу з рідної мови, принаймни на початку.

### Комунікативне викладання мови
Комунікативне викладання мови, також відоме як «комунікативний підхід», підкреслює роль інтеракції як способу і як кінцевої мети вивчення мови. Незважаючи на значну кількість критицизму, він зберігає популярність, особливо в Європі, де конструктивістські погляди на вивчення мови домінують в академічних колах, хоча насправді є швидше підходом, ніж методом.
Останнім часом набуло значної популярності вивчення мови на основі завдань (task-based language learning — TBLL), також відомий як метод вивчення, побудований на завданнях (task-based language teaching — TBLT), метод інструкцій, побудований на завданнях (task-based instruction — TBI). TBLL є подальшим вдосконаленням CLT-підходу, що робить наголос на успішному виконанні завдань, направлених і на організацію навчання і на оцінку його успішності. Dogme language teaching має ту ж саму філософію, що й TBL, хоча відрізняється в підходах. Dogme є комунікативним підходом, що заохочує викладання без надрукованих посібників, замість цього концентруючись на розмовній взаємодії між учнями і вчителями.

### Метод мовного занурення
У школах, де використовується цей метод, ведеться навчання інших предметів тією мовою, яка вивчається, що забезпечує вивчення іноземної мови і підтримку рідної на належному рівні. Існують три головні типи програм мовного занурення в США: занурення в іноземну мову, подвійне занурення і занурення в місцеву мову.
Програми із занурення в іноземну мову в США складаються для тих студентів, які вдома говорять англійською. У моделі раннього занурення викладання предметів у початковій школі відбувається мовою, що вивчається: іспанською, французькою, китайською, японською тощо. У моделі раннього повного занурення те саме відбувається в дитячих садках і першому класі, читання англійською вводиться пізніше, часто в другому класі. Більшість предметів (математика, наука, social studies, мистецтво, музика) продовжують викладатись мовою занурення. У моделі раннього часткового занурення частина предметів (зазвичай 50 %) викладається мовою занурення а інша частина — англійською. Такі програми з вивчення французької мови розповсюджені в Канаді в системі провінційних шкіл, як один із шляхів у напрямку білінгвізму і їх число збільшується в США в системі приватних шкіл (Curtain & Dahlbert, 2004). Branaman & Rhodes (1998) повідомляють, що між 1987 і 1997 кількість елементарних програм, що пропонують вивчення іноземних мова в США методом занурення зросла з 2 % до 8 % and Curtain & Dahlberg (2004) повідомляють про 278 програм із занурення в іноземну мову в 29 штатах. Дослідження Свейна та інших (Genesee 1987) показали набагато вищий рівень успішності, що досягаються дітьми в програмах із занурення, ніж у традиційних моделях вивчення іноземної мови в початковій школі.
Подібні програми існують серед спільнот індіанців, які хочуть продовжувати використовувати рідну мов через викладання предметів у початковій школі цією мовою. Серед цих програм найбільшою і найуспішнішою є гавайська.